# Oued Lilli
Oued Lilli è un comune dell'Algeria, situato nella provincia di Tiaret.